# روبن أودال
نيكولاس روبن أودال، (بالإنجليزية: Robin Udal)‏ الحاصل على رتبة الإمبراطورية البريطانية، هو لاعب كريكيت في دوري الدرجة الأولى الإنجليزية في الفترة ما بين 1904-1914 ولعب في نادي مارليبون للكريكيت (MCC) وجامعة أوكسفورد. وُلد في ريتشموند على نهر التايمز في 16 أكتوبر عام 1883، وتُوفي في 27 فبراير عام 1964 في بيمبري . ولعب في 14 مباراة من الدرجة الأولى باعتباره في مركز الضارب الأيمن، وسجل 387 مع أعلى درجة 49 في المباراة الواحدة.، مع 65 مباراة حقق خلالها لقب أفضل أداء.
تلقى روبن تعليمه في كلية وينشستر وكلية نيو أوكسفورد. والتحق بعد تخرجه بالخدمة المدنية السودانية وترقّى إلى منصب مساعد مدير التعليم في الحكومة السودانية في الفترة بين عامل 1918 و1930 ثم عميد كلية غوردون التذكارية بالخرطوم في الفترة بين عامي 1927و1930. كما حصل على الدرجة الثالثة من وسام النيل. عاد روبن إلى انجلترا وشغل منصب أمين الصندوق في كلية كليفتون في الفترة بين عامي 1930و1936 وأمين معهد أثنيوم من عام 1936إلى عام 1951. وحصل في عام 1929 على رتبة الإمبراطورية البريطانية.